# Vosego
Nella mitologia celtica Vosego era il dio protettore dei Vosgi, nella Gallia orientale. Il suo nome è attestato in circa cinque iscrizioni dalla Germania occidentale alla Francia orientale, due nella forma Vosego Silv(estri) e una come Merc(urio) Vos(ego)..